# معتمدية منزل بورقيبة
معتمدية منزل بورقيبة إحدى معتمديات الجمهورية التونسية، تابعة لولاية بنزرت.

### مواضيع ذات علاقة
- ولاية بنزرت.

1. 1 2 3 4 5 6 7 8  "المناطق الترابية (العمادات) حسب الولايات والمعتمديات". اطلع عليه بتاريخ 2024-11-30.